# Coivrel
Coivrel – miejscowość i gmina we Francji, w regionie Hauts-de-France, w departamencie Oise.
Według danych na rok 1990 gminę zamieszkiwały 223 osoby, a gęstość zaludnienia wynosiła 36 osób/km² (wśród 2293 gmin Pikardii Coivrel plasuje się na 775. miejscu pod względem liczby ludności, natomiast pod względem powierzchni na miejscu 765.).